# الحدود الأنغولية الناميبية

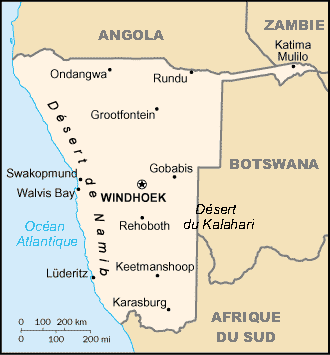
الحدود الأنغولية الناميبية

تمتد الحدود الفاصلة بين أنغولا وناميبيا على طول 1376 كيلومتر .
توجد المدن الناميبية، مدن روندو، ونكورينكورو، ورواكانا وأوشيكانغو تقع بالقرب من الحدود.
إلى الشرق من روندو، تتبع الحدود بضع عشرات من الكيلومترات في نهر أوكافانغو، الذي يعبر الحدود لتشكيل دلتا أوكافانغو في بوتسوانا.
تتبع الحدود نهر كونين إلى المحيط الأطلسي في نهايته الغربية من خلال شلالات إبوبا. ويعد نهر كونين مركز مشاريع عديدة بين أنغولا وناميبيا: الكهرومائية، إمدادات المياه ...
كانت الحدود مسرحا للقتال خلال الحرب الأهلية الأنغولية .